# Dipartimento di Kouto
Il dipartimento di Kouto è un dipartimento della Costa d'Avorio situato nella regione di Bagoué, distretto di Savanes.
La popolazione censita nel 2014 era pari a 129.598 abitanti.
Il dipartimento è suddiviso nelle sottoprefetture di
Blességué, Gbon, Kolia, Kouto e Sianhala.